# Regii blestemați
Regii blestemați (în franceză Les Rois maudits) este o serie de 7 romane istorice scrise de Maurice Druon, împreună cu o echipă de colaboratori, între 1955 și 1977, inspirată din legenda inventată de cronicarul italian Paolo Emilio conform căreia ultimul Mare Maestru al Templului, Jacques de Molay, a aruncat în timp ce era ars pe rug, în 1314, un blestem împotriva regelui Franței Filip al IV-lea cel Frumos, papei Clement al V-lea, și a lui Guillaume de Nogaret „... până la a treisprezecea generație”. Succesul romanelor lui Druon a popularizat legenda blestemului Cavalerilor Templieri și a lăsat o amprentă de durată asupra culturii populare. Scriitorul american George R. R. Martin, care a scris și prefața unei reeditări a seriei în 2019, a citat-o ca fiind principala sa inspirație pentru propria saga ecranizată în serialul Game of Thrones.
Primele șase volume (Regele de fier, Regina strangulată, Otrăvurile coroanei, Legea bărbaților, Lupoaia Franței, Crinul și Leul) au fost publicate între 1955 și 1960 și constituie corpul principal al seriei, acțiunea lor având o continuitate cronologică în urmărirea împliniri blestemului. Al șaptelea volum, Când un rege pierde Franța, a apărut în 1977 și descrie un episod din Războiul de 100 de Ani fară legatură directă cu primele 6 volume.
În România, prima traducere a apărut în 1965 la Editura pentru literatură universală, sub numele generic, Regii blestemați I, II, III. Fiecare volum al acestei editii are două părți, fiecare parte fiind de fapt un volum al ediției franțuzești. În reeditările ulterioare, până după 1990, s-a păstrat împărțirea primelor 6 volume în 3 cărți. Al captelea volum al seriei a apărut separat, în 1986, la Editura Univers, cu titlul Regii blestemați 7 - Când un rege pierde Franța.
Pornind de la arestarea templierilor, primele șase romane urmăresc finalul și succesiunea domniei lui Filip cel Frumos la tronul Franței cu domniile dramatice ale ultimilor regi capețieni: Ludovic al X-lea Hutinul, Ioan I Postumul, Filip al V-lea cel Lung, Carol al IV-lea cel Frumos, pâna la primul Valois, Filip al VI-lea, cu anturajul lor de vasali, consilieri și finanțatori. Intriga este construită pe istoria reală, pe legende promovate la realități istorice și pe personalitățile vremii, din 1314 până la începutul Războiului de 100 de ani. În principal e urmărită epopeea lui Robert d'Artois care încearcă să-și recupereze comitatul de la mătușa sa, Mahaut d'Artois și povestea de dragoste a Mariei de Cressay cu Guccio Baglioni, un bancher din Siena din marea familie Tolomei. Apar figuri celebre, uneori într-un rol central, alteori periferice, cum ar fi Petrarca care a descris Avignon, orașul papilor, ca un loc al corupției, și prietenul său, Dante.
Seria de șase volume a dat naștere la două adaptări de televiziune în limba franceză, în 1972 și 2005. Adaptarea din 2005 e o coproducție franco-italiană, cu Jeanne Moreau (Mahaut d'Artois) și Philippe Torreton (Robert d'Artois) în rolurile principale, filmată în parte în România, cu locații de filmare la Castelul Huniazilor  și Cetatea Fagăraș. În rolurile secundare se remarcă Gerard Depardieu în rolul de Mare Maestru al Templului și doi din copiii săi: Guillaume Depardieu (Ludovic al-X-lea) și Julie Depardieu (Jeanne de Bourgogne). Actori români apar în serial au roluri episodice, cu excepția actriței italiene de origine română Ana Caterina Morariu, care are un rol mai important, Marie de Cressay.